# Angelo Gregucci
Angelo Adamo Gregucci (10 de Junho de 1964 em San Giorgio Ionico) é um treinador de futebol e ex-futebolista italiano. que actualmente esta sem clube.